# المعهد الدولي للدراسات الاستراتيجية
المعهد الدولي للدراسات الاستراتيجية (IISS) هو معهد أبحاث بريطاني (أو مقر فكري) في مجال الشؤون الدولية. وتصف نفسها بأنها «السلطة الرائدة في العالم على الصراع السياسي والعسكري». فمنذ عام 1997 أصبح مقرها أروندل هاوس، في لندن.

## وصلات خارجية
- الموقع الرسمي